# Renata Leite
Renata Neves Leite (Monteiro, 14 de maio de 1976), conhecida apenas por Renata Leite, é uma árbitra brasileira do quadro da FIFA para futsal, e foi a primeira mulher a arbitrar partidas no Campeonato Mundial de Futsal masculino em 2012.
Foi a única mulher na lista dos melhores árbitros de 2012 da tradicional premiação Futsal Awards. Nesta premiação, ela foi eleita o 2º melhor árbitro do mundo.

## História
Renata Neves Leite nasceu em Monteiro, na Paraíba, em 14 de maio de 1976, filha de Solange Carmen Neves Leite, ex-funcionária do Banco do Brasil e ex-tesoureira da Prefeitura Municipal de Monteiro, hoje vivendo na capital paraibana; e Valdemir Leite, funcionário aposentado da Secretaria da Fazenda do Estado da Paraíba, com residência em João Pessoa.
Renata tem como irmãos Claudemir Neves Leite, funcionário do Banco do Brasil e bacharel em Direito e Úrsula Patrícia Neves Leite, psicóloga.
Renata é bacharelada em Administração de Empresas.
Formou-se árbitra de futsal em 1998, árbitra de beach soccer em 1999 e árbitra de futebol de campo em 2001 - embora sua especialidade seja futsal.
Entrou para o quadro da FIFA de árbitros de Futsal em 2007.

## Copa do Mundo de Futsal FIFA
Renata Leite entrou para história da arbitragem em 2012, quando tornou-se a primeira mulher Árbitra de Futsal a atuar em jogos de Campeonato Mundial de Futsal masculino, no torneio realizado na Tailândia.
Ela estava cotada para apitar a final do mundial de Futebol de Salão, mas como o Brasil se classificou para a final, ela apitou a decisão do terceiro e quarto lugar.

## Prêmios, Indicações e Honrarias
- 2012 - Primeira mulher a apitar uma partida em Mundiais de Futsal Masculino[1]
- 2012 - Futsal Awards - 2º melhor árbitro do mundo.[2]